# Штаг-Б
«Штаг-Б» — советский радиодальномер корабельного базирования сантиметрового диапазона. Предназначен для управления стрельбой орудий главного и универсального калибра (130—152 мм) на советских эсминцах и крейсерах.
Разработка радиодальномера «Штаг-Б» велась под руководством В. М. Ястребилова. В 1948 году «Штаг-Б» был принят на вооружение советского Военно-Морского Флота.
Дальность обнаружения надводной цели класса «эсминец» — 120 кабельтовых (22 км), дальность точного сопровождения — 100 кабельтовых (18,5 км), срединная ошибка измерения дистанции составляла 15 м.

## История создания
Согласно 3-х летнему плану развития радиолокации по тактико-техническому заданию ВМФ в 1946-1948 под руководством В. М. Ястребилова был разработан радиодальномер сантиметрового диапазона «Штаг-Б». По результатам государственных испытаний летом 1948 года, которые доказали соответствие ТТЗ, радиодальномер был принят на вооружение и пошел в серийное производство. За разработку создатели комплекса были удостоены Государственной премии СССР.